# Daniel Caverzaschi
Daniel Javier Caverzaschi Arzola (nacido el 11 de julio de 1993) es un tenista español en silla de ruedas . Ha representado a España en los Juegos Paralímpicos de Verano de Londres 2012,  Río de Janeiro 2016, Tokio 2020 y París 2024.

Durante los Juegos Paralímpicos de Tokio 2020, se convirtió en el primer tenista paralímpico español en alcanzar los cuartos de final de la historia. Junto a Martín de la Puente, en los Juegos Paralímpicos de París 2024 se convirtieron en la primera pareja paralímpica española en alcanzar las semifinales en dobles masculino, tras caer en semifinales ganarían el partido por la medalla de bronce al derrotar a los franceses Frédéric Cattanéo y Stéphane Houdet.

## Personal
Caverzaschi nació el 11 de julio de 1993 en Madrid, sin la mayor parte de su pierna derecha desde la rodilla para abajo. Su familia vivió en España hasta los dos años. Se mudaron a Estados Unidos por el trabajo de su padre, durante los siguientes ocho años. Pasó la mayor parte de su infancia en Miami, excepto un año en Chicago.
Caverzaschi se graduó en Economía en la Universidad de Warwick, Coventry, Inglaterra. Allí entrenó con el entrenador Matt Thomas. Actualmente, entrena en la Academia de Emilio Sánchez Vicario, Barcelona.
Cuenta con el patrocinio de Arrow Electronics, Key Capital Partners, Kia, Solunion, Runnymede College- su antiguo colegio en Madrid, y la RFET que le brinda apoyo económico.

## Tenis en silla de ruedas
Caverzaschi es un tenista zurdo en silla de ruedas. Comenzó en el deporte cuando tenía 12 años. Su calificación individual masculina más alta fue la segunda, que ocupó en octubre de 2011. Su mejor calificación de individuales masculinos fue 43, que ocupó en agosto de 2012. El Abierto de España de 2007 fue el primer gran torneo en el que compitió y alcanzó los cuartos de final de individuales y la final de dobles. En 2008, fue descrito como una estrella en ascenso en el tenis en silla de ruedas español.
Caverzaschi no compitió en ningún evento de la ITF en 2008, regresando a la competencia de la ITF en junio de 2009, donde compitió en el Open Internacional Ergosaude, donde llegó a los cuartos de final en los eventos de individuales y dobles. Al mes siguiente, compitió en el evento masculino de tenis en silla de ruedas en el Abierto Británico, donde llegó a las semifinales. También compitió en la Copa Mundial por Equipos Invacare 2009. — Evento Juniors, Campamento Junior Fundación Cruyff (España), Open Internacional Caja Duero y Nottingham Indoor Tournament. En 2010 compitió en el Junior Masters de la Fundación Cruyff, Invacare World Team Cup — Evento Junior, Trofeo Della Mole, Abierto Británico, Memorial Oliver Puras — Caja de Burgos y Open de Flandes. Llegó a la final de la competencia masculina del Trofeo Della Mole 2010. En categoría masculina también llegó a la final pero tuvo que abandonar el partido por lesión. Fue cabeza de serie número uno en el evento. Ganó el Master Nacional de Tenis en Silla de Ruedas Valencia Open 500 en 2010.
En 2011, Caverzaschi compitió en el Alpi Del Mare, Abierto de Sudáfrica, Copa del Mundo por Equipos. — Evento Junior, Open Memorial Santi Silvas, Lleida Open, Copa Wroclaw, Open Internacional La Rioja, Memorial Oliver Puras — Caja de Burgos, Ath Open, Trofeo Della Mole, International Open Villa de Getafe, Izmir Open, Bulgarian Open y Esporta Cardiff. Venció a Shelby Baron 6-2, 6-2 antes de asociarse con Roberto Chamizo para vencer a Estados Unidos; Ryan Nelson y Baron 6–0, 6–3 en la competencia juvenil de la Copa Mundial de Equipos de Tenis en Silla de Ruedas de la Federación Internacional de Tenis (ITF) de Sudáfrica en 2011. Su primer puesto en el Rioja International Open fue el primero de su carrera. En el Trofeo Della Mole de 2011, derrotó a Francesc Turf 3-6, 6-3 y 10-4.
En 2012, Caverzaschi participó en el North West Challenge, Biel-Bienne Indoors, Open International Tennis Handisport, Northern Counties Wheelchair Tournament, Minas Open, Argentina Open, Open International Fundación Emilio Sánchez Vicario Barcelona, Open International Fundación Emilio Sánchez Vicario Madrid, Open Internacional Ciudad de La Coruña, Open Internacional Villa de Pinto, Open de Lleida, Open Internacional de La Rioja, Open de Bélgica y Open de Atletismo. Ganó el Valencia Open 500 en 2012. En Argentina llegó a semifinales pero fue eliminado. Su último evento del año fueron los Juegos Paralímpicos de Verano de 2012 en Londres, donde salió en los dieciseisavos de final en individuales y en los octavos de final en dobles .
En octubre de 2013, era el tenista en silla de ruedas número uno del ranking español y vigésimo del mundo. En octubre de 2013 compitió en el Master Nacional de Tenis en Silla de Ruedas Valencia Open 500.